# 이우현 (1957년)
이우현(李愚鉉, 1957년 1월 3일 ~ 경기 용인)은 대한민국의 축구 선수 출신으로 19대 20대 용인갑 국회의원이다.

## 학력
- 좌항초등학교
- 선인중학교
- 제물포고등학교
- 용인대학교 문화관광학과 학사
- 용인대학교 경영대학원 경영학 석사
- 연세대학교 행정대학원 행정학 수료

### 비학위 수료
- 용인대학교 경영대학원 최고경영자과정 수료
- 국민대학교 경영대학원 최고과정 수료
- 연세대학교 행정대학원 수료

## 경력
- 용인시의회 부의장
- 용인시의회 의장
- 용인시 생활체육회 회장
- 한국초등학교태권도연맹 수석자문위원
- 경안천살리기운동본부 고문
- 전국참전유공자환경운동본부 중앙회 수석부회장
- 용인대학교 총동문회 회장
- 청산회 경기남부권 회장
- 국회 해병전우회 회장
- 한국스포츠연맹 이사장
- 전국국민생활체육회 부회장

## 의정 및 정당 활동
- 2012년 5월 30일 ~ 2019년 5월 30일 : 제19대 ~ 제20대 국회의원 (경기 용인시 갑)
- 제19대 국회 운영위원회 위원
- 제19대 국회 문화체육관광방송통신위원회 위원
- 제19대 국회 미래창조과학방송통신위원회 위원
- 새누리당 원내부대표
- 한국스포츠문화재단 이사장
- 제19대 국회 국토교통위원회 위원
- 제19대 국회 예산결산특별위원회 위원
- 제19대 국회 환경노동위원회 위원
- 제19대 국회 국토교통위원회 위원
- 국회 문화체육관광방송통신위원회 새누리당 의원
- 국회평창동계올림픽 및 국제경기대회지원 특별위원회 의원
- 자유한국당 20대 국회의원(경기 용인시 갑, 처인구 전체)
- 제20대 국회 전반기 국토교통위원회 간사
- 자유한국당 경기도당 위원장
- 자유한국당 정책위원회 국토교통 정책조정위원장
- 제20대 국회 후반기 과학기술정보방송통신위원회 위원

## 논란

### 세비반납 공약 파기 논란
지난 2016년 4월13일 치러진 국회의원 선거에 출마한 현 이우현 의원등 당시 새누리당 소속 후보자 40명은 국민을 상대로 조건부 세비 반납 약속을 했다.
이들은 갑을개혁, 일자리규제개혁, 청년독립, 4050자유학기제, 마더센터 등 대한민국을 위한 5대 개혁과제를 2017년 5월 31일까지 이행하지 못하면 1년치 세비를 국가에 기부 형태로 반납하겠다고 공언하였으며 .계약서를 작성하고“우리는 ‘대한민국과의 계약’에 서약합니다”라며 “서명일로부터 1년 후인 2017년 5월31일에도 5대 개혁과제가 이행되지 않을 경우, 새누리당 국회의원으로서 1년치 세비를 국가에 기부 형태로 반납할 것임을 엄숙히 서약합니다”라고 썼다. 거기다가 신문에 전면광고를 내고 이 광고를 1년간 보관해달라고 하였다. 이 약속에 이름을 올린 당시 후보는 40명이다. 이들 중 당선자는 27명(강석호, 강효상, 김광림, 김명연, 김무성, 김성태, 김순례, 김정재, 김종석, 박명재, 백승주, 오신환, 원유철, 유의동, 이만희, 이완영, 이우현, 이종명, 이철우, 장석춘, 정유섭, 조훈현, 정준길, 지상욱, 최경환, 최교일, 홍철호)에 달한다.
그러나 국정농단 사태가 벌어지면서 5대과제의 이행은 하나도 되지 않았다. 공약 후 1년이 다되어 세비반납 공약이 논란이 되자 자유한국당 의원들은 이날 보도자료를 통해 "20대 총선에서 당선된 자유한국당 의원은 지난 1년간 5대 개혁과제 법안을 발의함으로써 계약 내용을 이행했다”고 말하였다.
그런데 이중 노동개혁을 위한 고용정책기본법 개정안은 마감 시한인 31일 전날 오전 발의됐되었으며 이들이 앞서 발의한 5개 법안은 이행이 된것이 하나도 없이 모두 해당 상임위에 계류 중인 상태다. 이를 두고 '법안 통과가 되지 않았는데 개혁 과제를 이행했다고 볼 수 있는가', 또 '세비 반납을 피하기 위해 졸속 발의한 것 아닌가' 등의 비판이 일고 있으며 약속했던 세비 반납의 조건이 '과제 이행' 여부였다는 점에서 법안 발의만으로는 약속을 이행했다고 할 수 있는지에 대해서는 논란이 되고 있다.

### 아들 인턴기업 부실 무마 의혹
자유한국당 이우현 의원이 2년 전인 2015년 국회 국정감사에서 동료 의원을 통해 부실 경영 의혹을 받고 있는 한 벤처기업에 대한 조사를 무마하기 위해 압력을 행사했다는 정황이 드러나 논란이 되고 있다. 해당 벤처기업에서는 이우현 의원의 아들이 인턴으로 일하고 있었으며 회사 대표와 국감에서 의혹을 무마시키기 위하여 주고받은 문자 내용이 드러나 논란이 되고 있다.하지만 이우현 의원은 급여를 220만원을 받으며 인턴으로 일했고, 벤처기업에 대한 조사를 무마하기 위한 압력은 일체 없으며, 직원 100명도 안되는 기업이라고 주장하고 있다

### 1억 수수 의혹
검찰은 이우현 의원이 불법자금 1억원을 수수한 단서를 잡고 수사 중이다. 이는 다단계 금융사기 업체 IDS홀딩스와 이우현 의원의 보좌관이던 김모씨의 유착관계가 드러난 것이 발단이 되었으며 보좌관 김모씨를 수사하다가 김모씨가 관리하던 자금리스트를 입수하였으며 여기에는 인테리어 업체 O사 대표 안모(48)씨가 이우현의원에게 1억을 주었다는 내용이 나와있는 것으로 밝혀졌다. 이에대하여 이우현 의원은 “딸 결혼자금이 필요해 7000만원을 빌렸다가 곧 갚았으며 증빙자료도 있다”고 의혹을 부인했다. 2018년 7월 19일 서울중앙지법 형사합의23부는 불법 정치자금 1억 원 수수 혐의에 대해 무죄를 선고했다. 2019년 1월 10일 서울고등법원 형사3부는 불법 정치자금 1억 원 수수 혐의에 대해 유죄를 선고했으나 형량에 반영하지는 않았다. 하지만 이우현 의원은 7천만원은 딸 결혼식 자금으로 빌렸다가 두 차례에 걸쳐서 이자까지 변제했다고 한다. 또 기업인을 구속시키고 그것을 언론에 1억 뇌물 적폐로 몰고간 사건이고 7천만원 추징금 처분은 재심할 것이고, 3심까지 무죄를 주장했다.

### 공천헌금 수억원을 받은 혐의
검찰이 이우현 의원이 관련된 금품수수 정황을 포착해 수사에 나섰으며 검찰은 이 금품 거래가 선거를 앞두고 이뤄진 불법 공천헌금 성격일 가능성에 주목해 들여다보고 있다. 서울중앙지검 특수1부는 금품공여 등 혐의로 공모 전 남양주시의회 의장(56)을 체포해 구속영장을 청구했으며 공 전 의장은 20대 4·13 총선에서 경기도 남양주을 선거에 새누리당 예비후보로 나서며 이우현 의원에게 금품을 공여한 혐의를 받고 있다. 검찰은 공 전 의장뿐만 아니라 경기도 다른 지역의 시의회 부의장의 사무실과 주거지를 압수수색해 관련 자료를 확보해 분석 중이다. 이우현 의원은 20대 4·13총선과 2014년 6월 지방선거에 출마하려는 사람들로부터 공천 청탁 등의 명목으로 수억원을 받은 혐의로 검찰의 수사 선상에 올라 있다. 이러한 사실은 검찰은 앞서 금품수수 혐의로 구속된 이우현 의원의 전 보좌관 김모씨를 조사하는 과정에서 금품을 건넨 정황이 포착된 것으로 알려졌다. 2018년 7월 19일 서울중앙지법 형사합의23부는 특정범죄가중처벌법상 뇌물 등 혐의로 기소된 이 의원에게 징역 7년과 벌금 1억 6000만원을 선고하고 6억 8200만원의 추징금을 명령했다. 2019년 1월 10일 서울고등법원 형사3부는 특정범죄가중처벌법상 뇌물 등 혐의에 대해 징역 7년, 벌금 1억 6000만 원, 추징금 6억 9200만 원을 선고했다. 2019년 5월 30일 대법원에서 원심이 확정되어 의원직을 상실하였다. 그러나 이우현 의원은 공천 헌금 5억원은 다시 가지고 갖고 뇌물로 만든 것을 3심까지 무죄를 주장했다. 이우현 의원은 기업인에게 특혜나 혜택을 준것이 하나도 없고, 친박 청산을 위해 문재인 정부가 적폐로 몰아간 것이라고 주장하고 있다.

## 역대 선거 결과
|  | 59.61% |

|  | 0% |

|  | 21.61% |

|  | 25.62% |

|  | 50.89% |

|  | 44.93% |

## 같이 보기
- 용인시 갑
- 용인시의 국회의원
- 용인시 처인구의 국회의원
- 용인시 기흥구의 국회의원